# رافاييل رييس (كاتب)
رافاييل رييس (بالإنجليزية: Rafael Reyes)‏ هو كاتب أغاني وكاتب أمريكي، ولد في 2 أغسطس 1975 في Cotija de la Paz ‏ في المكسيك.